# Raut (ornament)

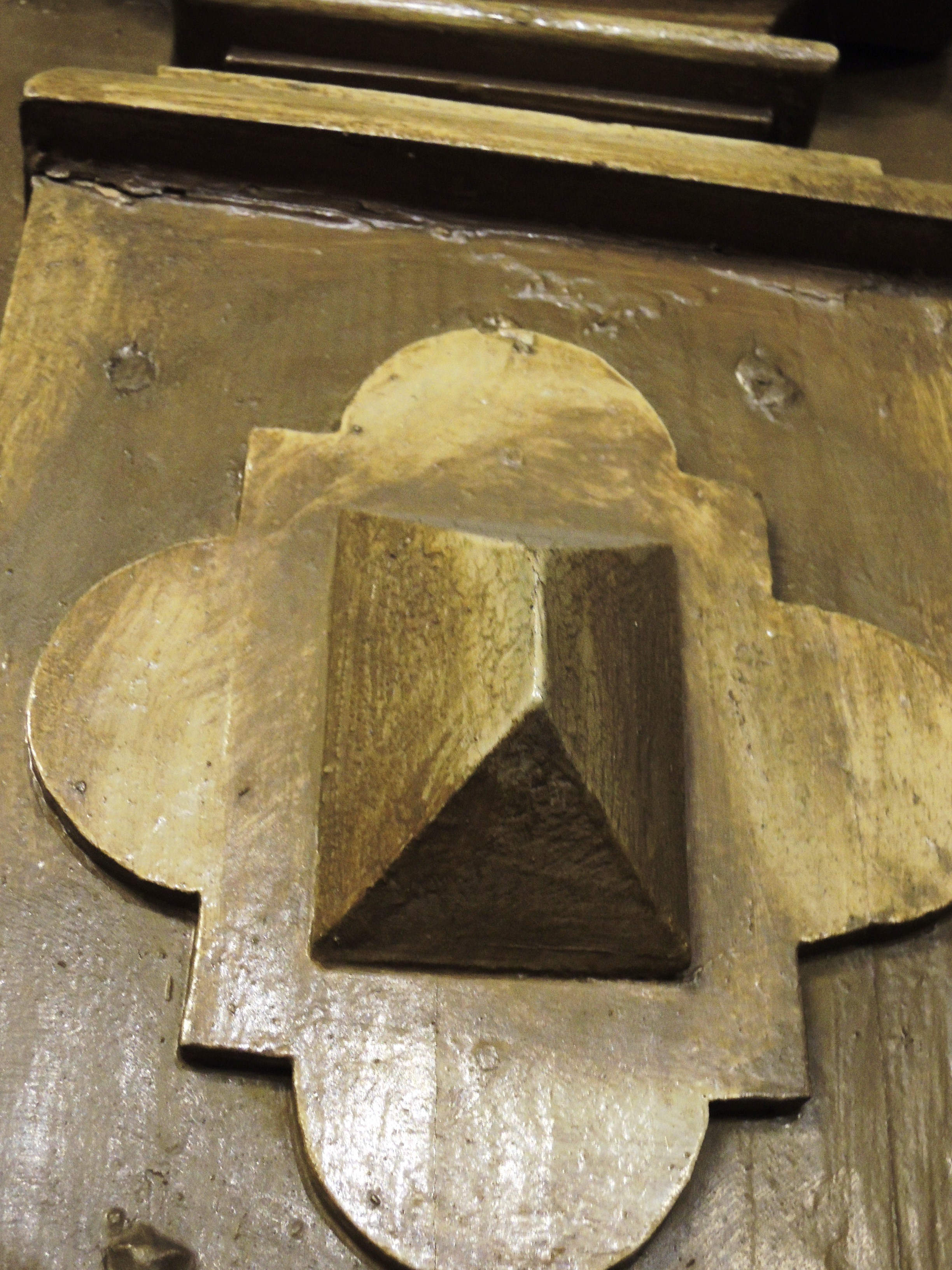
Raut – dekoracja stalli w drewnianym kościele w Boronowie

Raut – motyw dekoracyjny o kształcie szlifowanego diamentu, stosowany głównie w jubilerstwie i snycerskiej ornamentyce meblarskiej oraz w rzeźbie (kamień, marmur, drewno).
Stosowany w układach ciągłych nazywany jest fryzem lub ornamentem diamentowym i jako taki używany był szczególnie w architekturze romańskiej. W sztuce późnorenesansowej stosowany był jako element towarzyszący ornamentom okuciowym.